# Richard Drew (Fotograf)
Richard Drew (* 6. Dezember 1946) ist ein Fotojournalist. Bekannt wurde er durch seine während der Terroranschläge am 11. September 2001 aufgenommene Fotografie The Falling Man.

## Leben
Bereits als Schüler konnte Richard Drew das Foto eines umgestürzten Fahrzeugs der Straßenreinigung an die örtliche Zeitung in Arcadia im Los Angeles County verkaufen. Er bekam eine Anstellung als Laufbursche beim Pasadena Independent – Star News und wurde dort mit nur 20 Jahren Junior Photographer.
In der Nacht zum 5. Juni 1968 erlebte Drew neben Harry Benson, Boris Yaro von der Los Angeles Times und Ron Bennett von der United Press International als vierter Fotograf das Attentat auf Robert F. Kennedy mit. 1970 wurde er von der Nachrichtenagentur Associated Press (AP) festangestellt. Zu den von Drew abgelichteten Ereignissen zählen neben vielen mehr der als Rumble in the Jungle bekannt gewordene Boxkampf zwischen George Foreman und Muhammad Ali am 30. Oktober 1974 oder das Rendezvous zwischen Frank Sinatra und Jacky Kennedy Onassis am 17. September 1975 im New Yorker 21 Club. 1993 wurde ihm gemeinsam mit Kollegen der AP für die Fotoberichterstattung vom U.S.-Präsidentschaftswahlkampf 1992 der Pulitzer-Preis verliehen.
Am 11. September 2001 fotografierte Drew morgens den ersten Tag der New York Fashion Week als er einen Anruf seiner Redakteurin erhielt. In den nun folgenden 48 Stunden wurde er zu einem wichtigen Chronisten der Terroranschläge auf das World Trade Center. Sein Foto The Falling Man, das einen Mann beim Fallen aus dem brennenden Wolkenkratzer zeigt, wurde am Tag nach den Anschlägen weltweit von zahlreichen Zeitungen abgedruckt. Trotz starker Kritik nach seinem Erscheinen wurde es 2002 von World Press Photo ausgezeichnet und zählt heute allgemein als Meilenstein der Pressefotografie.